# Бодалёв, Иван Иванович
Ива́н Ива́нович Бодалёв (1831—1906) — русский купец 1-й гильдии, потомственный почётный гражданин Сарапула, первый потомственный почётный гражданин посёлка Ижевский завод (ныне — город Ижевск). В 1899 году пожалован золотой медалью на Анненской ленте «За усердие».

## Биография

### Сарапул
В начале 1860-х годов четверо братьев Бодалёвых — Иван Иванович, Александр Иванович, Алексей Иванович, Егор Иванович — со своими семьями и матерью Устиньей Ивановной прибыли в хорошо известный для предпринимателей на Каме купеческий город Сарапул, где по распоряжению Вятской казённой палаты уже с начала 1864 года были перечислены из зарайского в сарапульское купечество. В этом же году он основал в городе собственное водочное производство.

### Ижевский завод

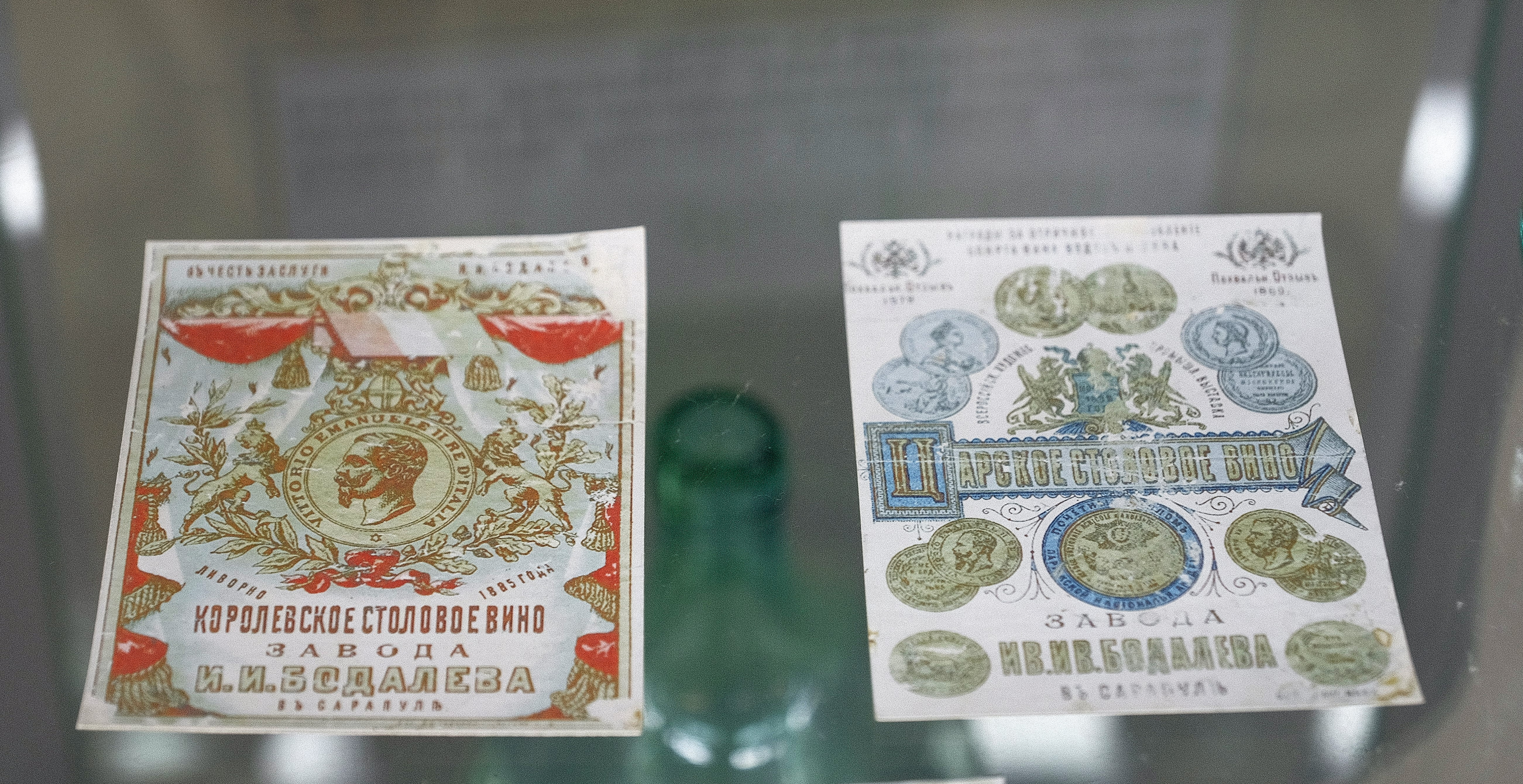
Этикетки винных бутылок заводов Бодалёва

С разрешения заводского начальства от 3 июня 1865 года сарапульскому купцу 2-й гильдии Ивану Ивановичу Бодалёву было дано право собственного владения, приобретённого им в селении Ижевского завода. 25 апреля 1868 года он получил свидетельство «на землю в количестве 858 квадратных сажень, с находящимися на ней постройками: водочным заводом, оптовым складом и домом», которые располагались на берегу заводского пруда. В 1872 году на том же месте Бодалёв помимо водочного основал ещё и пивомедоваренный завод (пивоваренный завод И. И. Бодалёва). Первые сооружения были деревянными; строительство четырёхэтажного каменного корпуса в стиле неоготики началось в 1882 году. Одновременно с постройкой Бодалёв сразу же занялся поиском хорошей воды для варки пива: вместе со своими химиками он обошёл много источников, но нужный — Полковницкий ключ, названный в честь похороненного здесь полковника Венцеля — оказался на месте строящегося предприятия.